# Brzeźnica (powiat krośnieński)
Brzeźnica (niem. Briesnitz) – wieś w Polsce, położona w województwie lubuskim, w powiecie krośnieńskim, w gminie Dąbie.
W latach 1975–1998 miejscowość należała administracyjnie do województwa zielonogórskiego.

## Historia
Brzeźnica została założona na przełomie XVII i XVIII wieku jako osada folwarczna. Oprócz folwarku pracowały tu dwa młyny wodne, cegielnia i kuźnia. Majątek brzeźnicki stanowił w pierwszej połowie XIX wieku własność państwową i prywatną. Generał kawalerii Wilhelm Leopold von Dobschütz nabył majątek w 1830 roku. Następnym właścicielem był w 1863 roku Karl Riedel, a po roku 1870 niejaki Raetzell. Majątek od 1910 roku stanowił własność Emila Zemke.

## Zabytki
Do wojewódzkiego rejestru zabytków wpisane są:
- zespół pałacowy:
  - pałac, z lat 1907-1908, murowany, reprezentujący typ architektury eklektycznej. Jest to piętrowa podpiwniczona budowla. Nakryta dachem mansardowym z wystawkami. W ryzalicie wkomponowanym w elewację znajduje się wejście główne, które poprzedzają schody i flankują dwa pilastry, które wspierają fronton z dekoracją rzeźbiarską[6]. W elewacji wschodniej można dostrzec datę „1908”, która przypomina czas ukończenia budowy pałacu. Zachowały się wewnątrz liczne elementy pierwotnego wystroju jak stolarka okienna i drzwiowa, witraże, boazeria, drewniana balustrada schodów, kasetonowe stropy, stiukowe dekoracje sufitów, malowidła ścienne. Przetrwały również w niektórych pomieszczeniach zabytkowe kominki i piece[6]. Brzeźnicki pałac po 1945 roku przejęły wojska radzieckie, a Dom Opieki Społecznej w latach 50. Pałac nie jest użytkowany od kilku lat, ale dzięki opiece przetrwał po dzisiejsze czasy
  - oficyna, z początku XX wieku
  - dwie stodoły, z początku XX wieku
  - stajnia-wozownia, z początku XX wieku
  - budynki inwentarskie, z początku XX wieku
  - dom ogrodnika ze szklarnią, z początku XX wieku
  - park i ogród warzywny, z połowy XIX wieku, XX wieku. Można również odbyć spacer po rozległym dziesięciohektarowym parku, który ciągnie się aż do rzeki Bóbr.[6]

## Demografia
Liczba mieszkańców miejscowości w poszczególnych latach:
| Rok  | Ilość mieszkańców |
| ---- | ----------------- |
| 1998 | 233               |
| 2002 | 250               |
| 2009 | 148               |
| 2011 | 148               |
| 2021 | 161               |